# Nervio facial
El nervio facial es un nervio craneal mixto, es decir, contiene tanto fibras sensitivas como motoras, presente en mamíferos incluyendo humanos en el cual forma el séptimo par craneal o VII par. Por ser un par craneal, emite dos fibras, una que corre por el lado derecho de la cara y el contralateral por la izquierda. Parte del tallo cerebral, justo entre el puente troncoencefálico y el bulbo raquídeo y controla los músculos de expresión facial, así como el sabor en los dos tercios anteriores de la lengua. También suple inervación preganglionar parasimpática a varios ganglios nerviosos de la cabeza y el cuello.

## Origen real
El nervio facial consiste en dos fibras nerviosas, el nervio facial propiamente dicho y el nervio intermedio o intermediario de Wrisberg. El facial propiamente dicho tiene su origen en neuronas motoras del núcleo facial que está situado ventralmente en la porción inferior o caudal del puente troncoencefálico. Los axones salen hacia atrás en dirección dorsal y medial hacia el núcleo del nervio motor ocular externo (VI par craneal), rodean al dicho núcleo para emerger hacia adelante, junto con el intermediario, a nivel del ángulo cerebeloso justo entre el motor ocular externo y el nervio vestibulococlear.
El origen real de su parte sensitiva es el núcleo del tracto solitario. Dicho nervio sale del cráneo por el agujero estilomastoideo, y después de dar una rama combinada al vientre posterior del músculo digástrico y al estilohioideo, se dirige hacia el centro de la glándula parótida (la glándula salival ubicada delante de la oreja). Sigue en el plano de la fascia y divide la glándula parótida en porciones superficial y profunda.

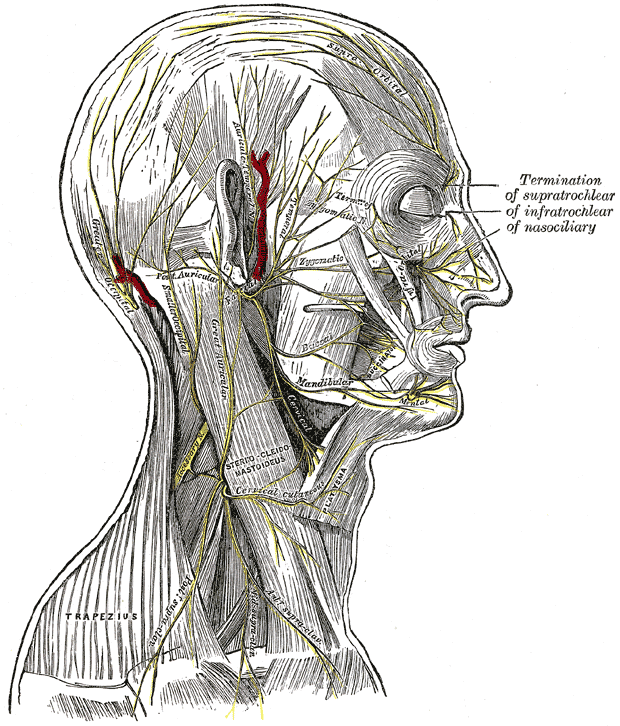
Los nervios del cuero cabelludo, cara y del lado del cuello.

Tanto la raíz motora del facial como el intermediario nervio de Wrisberg, después de pasar por el ángulo pontocerebeloso, se dirigen al conducto auditivo interno, en donde penetran acompañados por el nervio auditivo. Después el facial y el nervio de Wrisberg se introducen en el acueducto de Falopio o canal facial del hueso temporal y recorre un trayecto de dos acodaduras. A poco de recorrer este acueducto, en la primera acodadura, el nervio de Wrisberg termina en un ganglio nervioso llamado geniculado,  el que, a su vez, emite una rama que abandonando el ganglio se mezcla con el facial propiamente dicho. A partir del ganglio geniculado el facial se convierte en un nervio mixto, con las fibras motoras que le pertenecen en propiedad, y las fibras sensitivas que proceden del intermediario nervio de Wrisberg. Fibras del sistema nervioso parasimpático acompañan a ambos nervios durante el trayecto.
- La rama cervicofacial, que a su vez se divide en:
  - maxilar, que inerva el músculo buccinador y el orbicular de los labios
  - mandibular, que lleva un recorrido paralelo a la mandíbula
  - cervical, que inerva al músculo cutáneo del cuello
- La rama temporofacial, que se divide en dos:
  - una rama temporal, que inerva al músculo frontal y a los músculos faciales por debajo del arco cigomático, y
  - la rama cigomática que termina inervando la nariz y el labio superior

El nervio facial tiene un recorrido dentro del hueso temporal, ingresa en este a través del Conducto Auditivo Interno (CAI), en su cuadrante anterosuperior.
Dentro del hueso temporal el nervio facial se divide en 3 segmentos o porciones.
El primer segmento llamado Laberíntico comienza al salir el nervio del Conducto Auditivo Interno y termina en la primera Rodilla o Codo del Facial (Ganglio Geniculado), este segmento se relaciona con el Laberinto y la Cóclea, del Ganglio Geniculado sale una rama que es el Nervio Petroso Superficial Mayor.
El segundo segmento llamado Timpánico comienza en el Ganglio Geniculado y termina en la segunda Rodilla del facial (Piramidal), recorre la pared medial de la Caja Timpánica de anterior a posterior, relacionándose con la Apófisis Cocleariforme, Ventana Oval y Conducto Semicircular Externo.
El tercer segmento llamado Mastoideo, comienza en la segunda Rodilla del Facial y termina en el Agujero Estilomastoideo, de este segmento emerge el nervio Cuerda del Tímpano (que inerva la lengua).
En toda su porción intratemporal, el nervio facial está recubierto por una envoltura llamada Acueducto de Falopio.
Luego de salir del hueso temporal a través del Agujero Estilomastoideo, el nervio facial atraviesa la glándula parótida en su espesor (dividiéndola en un lóbulo superficial y uno profundo)y se divide en un plexo Temporofacial y otro Cervicofacial, inervando los músculos de la cara y cuello.

## Funciones
El nervio facial es un nervio mixto con función principalmente motora, y con una porción sensitiva especial que recoge impresiones gustativas de los dos tercios anteriores de la lengua. En detalle:
- Función motora: Es el nervio motor somático de los músculos cutáneos de la cara y del cuello. Es el nervio facial propiamente dicho. La raíz motora del facial se origina en el núcleo situado en la protuberancia superior (sobre colículo facial)..
- Función sensorial: Recoge el sentido del gusto de los dos tercios anteriores de la lengua. Es el nervio intermediario Wrisberg. La raíz sensitiva se origina en el núcleo de la parte superior del fascículo solitario y en la parte superior del ala gris.
- Función de sensibilidad general: Recoge la sensibilidad de la piel del dorso de la oreja (zona de Ramsay Hunt) y para el conducto auditivo externo.
- Función motora visceral: Porque forma parte del parasimpático craneal al poseer fibras secretoras y vasodilatadoras, inervar las glándulas lagrimales, las sudoríparas de la cara, las salivales sublingual y submaxilar, la arteria auditiva y sus ramas y los vasos de las mucosas del paladar nasofaríngeo y fosas nasales.

## Semiología
La función del nervio facial se explora con la inspección de los rasgos fisonómicos de la cara, en particular observando la simetría de la cara reflejada en las comisuras labiales y la apertura ocular con el parpadeo. El lagrimeo es un signo presente con la caída del párpado inferior del ojo afectado. Para la exploración motora de las ramas superiores se pide al sujeto arrugar la frente y abrir y cerrar los ojos. La exploración motora de las ramas inferiores se logra pidiendo al individuo silbar o soplar para observar la característica simetría labial.
La función sensitiva del nervio facial se explora con el gusto de los dos tercios anteriores de la lengua y con la sensibilidad del pabellón auricular.

## Patología
La pérdida de la función motora del nervio facial produce hipotonía y debilidad, principalmente en la cara la cual se manifiesta con una asimetría facial aparente por caída de la ceja, disminución de la frecuencia de parpadeo y cuando el sujeto parpadea, puede verse la desviación del globo ocular hacia arriba al mismo tiempo que el párpado cierra el ojo. El párpado inferior suele quedar evertido, un trastorno conocido como ectropión, obligando al lagrimeo. La comisura labial se desvía hacia el lado sano.